# Gianfranco Zola
Gianfranco Zola (Szardínia, Oliena, 1966. július 5. –) olasz válogatott labdarúgó és edző.

## Pályafutása

### Olaszország
Zola 1966. július 5-én született Szardínián egy Oliena nevű városkában. Első profi szerződését is egy szardíniai csapatnál, a Nuorese-nél írta alá 1984-ben. 1986-ban átigazolt a Sassari Torres 1903 nevű klubhoz. Három évvel később az olasz élvonalban szereplő SSC Napoli játékosa lett, ahol együtt játszott Diego Maradonával. 1990-ben olasz bajnoki címet ünnepelhetett a csapattal. 1991-ben olasz labdarúgó-szuperkupához segítette a Napolit, ugyanebben az évben debütált az olasz válogatottban is. Zola 1993-ban hagyta ott a csapatot, és az ugyancsak élvonalbeli Parmához igazolt. A csapattal UEFA-kupát nyert, és ezüstérmes lett 1995-ben a bajnokságban és az olasz labdarúgókupában is.

### Chelsea
Zola 1996-ban debütált az angol Chelsea színében. Míg a klubban játszott, a 25-ös mezt viselte.
Igen hamar a Chelsea drukkerek kedvence lett, mert a pályán odaadó, megállíthatatlan, és rendkívül szenvedélyes játékot mutatott.
Az angolok szerint hatalmas tehetség, első évében megnyerte a Liga legjobb játékosának járó trófeát.
A Chelsea-nél nagyon szerették, ez is közrejátszott abban, hogy a 20. század legjobb Chelsea labdarúgójának választották.
Egész Anglia kedvence is volt, ezt az is bizonyítja, hogy II. Erzsébet királynő a Brit Birodalom lovagjává ütötte a kiváló focistát. 2002-ig erősítette a kék gárdát, majd a Cagliariba igazolt, feljutott a Seria A-ba, majd a következő szezonban 12. helyen végzett a csapata.
Az angol élvonalbeli West Ham United vezetőedzője volt 2 szezonig.

## Sikerei, díjai

### Napoli
- Olasz bajnok: 1989–90

### Parma
- Olasz kupa-győztes: 1995–96

### Chelsea
- Angol labdarúgókupa-győztes: 1996–97, 1999–00
- Angol labdarúgó-szuperkupa-győztes: 2000
- Angol ligakupa-győztes: 1997–98
- Kupagyőztesek Európa-kupája-győztes: 1997–98
- UEFA-szuperkupa-győztes: 1998

## Külső hivatkozások
- G.Zola (angol nyelven). national-football-teams.com
- G.Zola (angol nyelven). worldfootball.net
- G.Zola (német nyelven). fussballdaten.de